# Danza de los macheteros
Los Macheteros es una danza guerrera típica de San Ignacio de Moxos y TIPNIS o Yuracaré, proveniente de la región de las llanuras del Moxos en el departamento del Beni en Bolivia.

## Historia
Antes de la llegada de los españoles su significado fue todo lo que muere resucita. La danza es una representación de la resurrección de Jesucristo y su ascensión a los cielos, desde la interpretación nativa. El origen de Macheteros data desde la época de la Colonia durante las misiones jesuíticas.
También se cree que deriva del juego de esgrima llegado al país y adaptado por campesinos de esta región a manera de juego de machetes entre hombres y mujeres.
En 2019 la danza de los Macheteros fue declarada Patrimonio Cultural Inmaterial de Bolivia mediante ley.

## Vestimenta
La vestimenta en la danza de los Macheteros se distingue por el vistoso plumaje que adorna la cabeza de los bailarines, elaborado con plumas de paraba colocadas en tubos ligeros de tacuarilla. Los macheteros portan en la mano un machete de madera, conocido también como compás. Su atuendo incluye una camijeta, una túnica blanca tejida con hilo de algodón, que en los mojeños trinitarios se asegura con un cinturón tejido. En los tobillos, los macheteros llevan sonajas entretejidas con semillas de chacai, las cuales, al moverse, añaden sonoridad a la danza.
Las mujeres que acompañan al grupo, conocidas como mamitas, visten tipoy de colores vivos, con el cabello trenzado. Llevan un collar de chaquiras, aretes, un pañuelo en la mano y calzan chinelas o van descalzas.